# Frecciabianca
Frecciabianca (sigla FB) è una categoria di servizio dei treni di Trenitalia che, a partire dal cambio di orario del dicembre 2011, ha sostituito la categoria Eurostar City Italia inserendosi nella famiglia delle Frecce, rilevandone materiale rotabile, tipologia di servizio e parte delle tratte. Già a partire dal 2010, i treni di categoria Eurostar City avevano ricevuto il nome complementare Frecciabianca, diventato poi proprio della categoria di servizio.
I servizi Frecciabianca sono effettuati con elettrotreni ETR.460/463, i quali viaggiano alla velocità massima commerciale di 200 km/h; a volte vengono impiegati anche, in caso di necessità, gli ETR.485.
A livello di tariffe e percorrenze i FB si pongono come una categoria intermedia fra gli InterCity e i treni in servizio Alta Velocità (Frecciargento e Frecciarossa).
A partire dal 2015 è iniziata la graduale eliminazione dei servizi Frecciabianca sulle tratte ferroviarie nazionali, dove sono stati progressivamente convertiti in servizi Intercity e Frecciarossa, a seconda della direttrice.

## Storia
Il progetto commerciale nacque nel 2006 con l'introduzione della nuova categoria Eurostar City Italia (ES*city), principalmente per andare a sostituire i treni classificati come Eurostar sulla direttrice Adriatica. Tali treni erano effettuati con convogli ETR.500, che non sarebbero più stati disponibili in quanto, a seguito di adeguamenti tecnici e revamping interno ed esterno, sarebbero andati a effettuare i servizi Alta Velocità con il nome di Frecciarossa. Lo stesso progetto prevedeva che, come avvenne, fosse sostituito dai Frecciabianca anche un buon numero dei treni prima classificati InterCity sulle linee Adriatica, Tirrenica e Transpadana. Sostanzialmente quindi la nuova categoria di treni voleva proporsi come un servizio intermedio tra gli Eurostar e gli InterCity. Per questa ragione il nuovo segmento venne denominato Eurostar-City (dopo aver portato per brevissimo tempo anche i nomi Eurocity-Italia e Intercity-Star). Il primo Eurostar City a entrare in servizio sostituì un Eurostar Milano-Lecce, altri via via presero servizio sulla relazione Milano-Venezia da giugno 2007 nell'ambito della parziale riorganizzazione dell'orario di tale direttrice.

Sulle relazioni della dorsale Adriatica questi convogli sostituirono tutti i treni classificati Eurostar, dapprima mantenendo gli stessi tempi di percorrenza, poi allungandoli per dare spazio a fermate intermedie tra Milano e Bologna che non erano effettuate dai treni che essi avevano sostituito. Sulla stessa linea Adriatica sostituirono anche parte dei treni prima classificati InterCity, mantenendone in linea di massima tempi di percorrenza e fermate.

Vecchio marchio dei treni Frecciabianca

Con il cambio orario del dicembre 2011 i treni Eurostar City assunsero la nuova denominazione di Frecciabianca. I convogli che percorrevano la linea Adriatica, inoltre, ottennero un cadenzamento più regolare, con tempi di percorrenza uguali e una distribuzione delle fermate omogenea.
Con il cambio orario del dicembre 2012 i treni Frecciabianca aumentarono, coprendo anche Reggio Calabria e Ancona. Furono anche immesse nuovamente in servizio le carrozze pilota del gruppo UIC-Z1 nella apposita nuova livrea Frecciabianca, applicata anche alle locomotive del gruppo E.402B e a tutto il parco rotabile.
Gli Eurostar City vennero introdotti anche sulla linea Tirrenica, tra Roma e Genova, dove ebbero inizialmente tempi di percorrenza e numero di fermate di poco ridotti rispetto agli IC che andavano a sostituire, e a quelli ancora espletati sullo stesso percorso.
Negli anni a seguire, sul servizio su questa direttrice, vennero introdotti, limitatamente ad alcune corse con meno fermate, i treni ETR.460/463 di tipo pendolino (che fino all'avvento delle linee dedicate all'alta velocità erano stati utilizzati principalmente per i servizi Eurostar di punta), capaci di velocità maggiori rispetto ai convogli tradizionali in quanto dotati di assetto variabile. Dal 2016 l'utilizzo dei treni ad assetto variabile fu esteso a tutte le corse Frecciabianca tra Genova e Roma, migliorando in generale i tempi di percorrenza ed il comfort.
Successivamente, con l'orario invernale 2017, furono assegnate a tutti i Frecciabianca della direttrice Tirrenica le fermate intermedie di Sarzana, Cecina, Campiglia Marittima, Viareggio, Massa Centro, Chiavari e Rapallo.

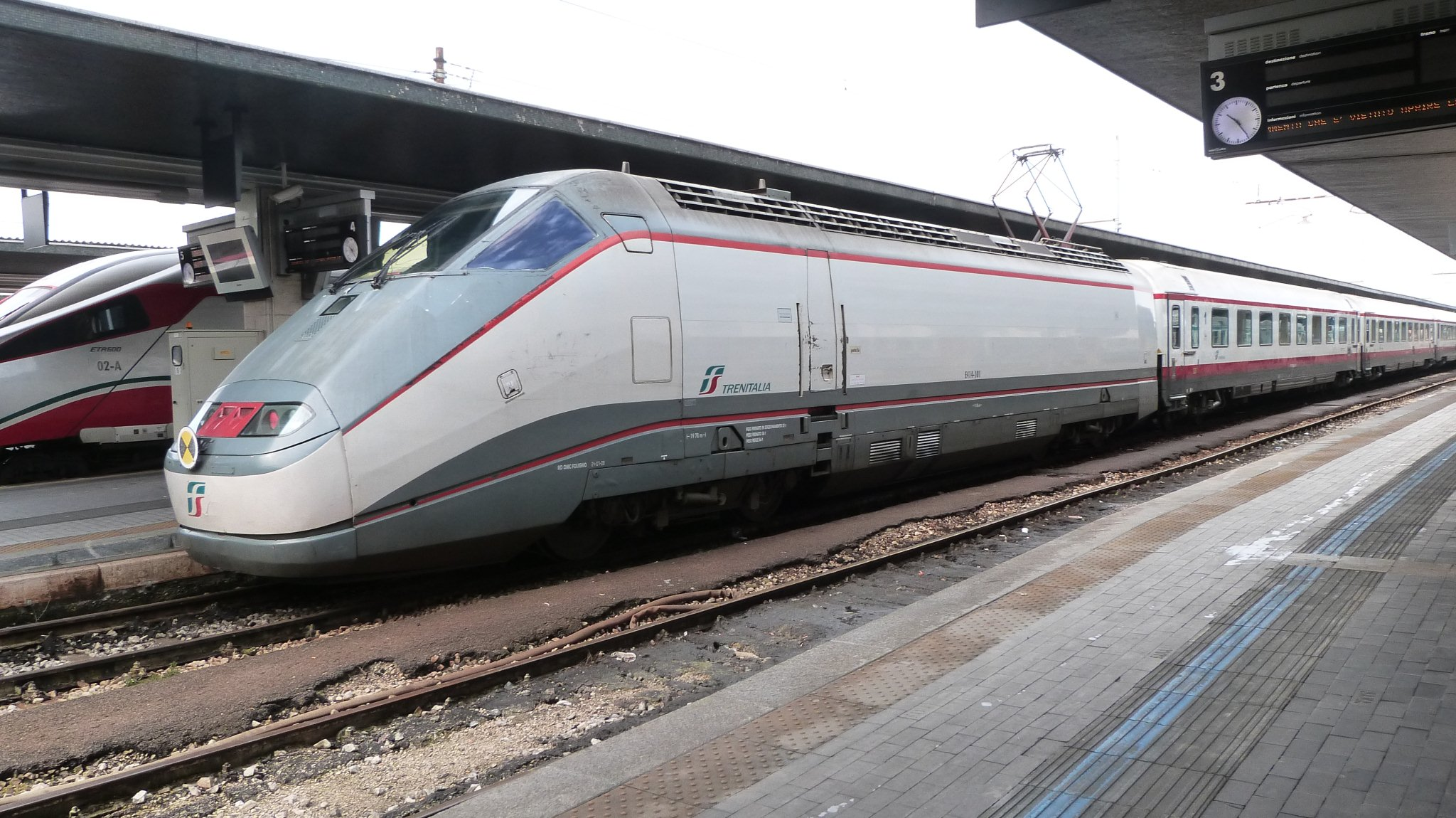
Treno Frecciabianca con in testa una locomotiva E.414 ancora in livrea ES*City.

Con l'orario invernale 2015-2016, i treni Frecciabianca in servizio fra Milano e Venezia furono progressivamente sostituiti dai Frecciarossa (venendo poi degradati a Frecciargento nel 2021 per poi ritornare Frecciarossa durante l'anno successivo). La stessa modifica proseguì, con decorrenza dall'orario estivo 2016, sulla tratta Milano-Torino. Più precisamente, l'ultima coppia di FB Torino-Milano-Venezia circolò fino al 1º aprile 2017.
Per ridurre i costi di manutenzione legati anche alle scarse disponibilità dei ricambi, con l'orario invernale 2016 fu disattivato il pendolamento sugli ETR 460/463.
A partire dall'orario estivo 2019, con l'entrata in servizio dei nuovi ETR.700, anche i Frecciabianca in servizio sulla dorsale Adriatica diventarono progressivamente Frecciargento e Frecciarossa. La trasformazione, che sarebbe dovuta terminare a giugno 2020, subì dei ritardi a causa dell'emergenza dovuta al COVID-19, finendo per terminare nell'aprile 2022.
Con l'introduzione dell'orario estivo 2020 i treni Frecciabianca smisero di circolare anche sulla relazione Roma-Napoli-Reggio Calabria.
Nell'ottobre del 2021 furono introdotti i primi servizi Frecciabianca in Sicilia, sulla relazione Palermo-Catania-Messina, con orari tali da renderli utilizzabili, a seguito del traghettamento nello stretto di Messina, in coincidenza con i treni Frecciarossa fino a Roma e Milano. Tale servizio, che era anche il primo in assoluto appartenente alla macro-categoria delle Frecce in Sicilia, non ha tuttavia avuto successo, quindi con l'introduzione dell'orario estivo 2022 i Frecciabianca siciliani sono stati eliminati; stessa sorte è toccata a quelli introdotti nell'estate del 2021 sulla tratta Milano-Ventimiglia (che a loro volta sostituivano i treni internazionali Thello, che arrivavano fino a Nizza e Marsiglia), sostituiti da treni InterCity.
Con l'introduzione dell'orario invernale 2023-2024 i treni Frecciabianca smettono di circolare anche sulla relazione Roma-Rimini-Ravenna, lasciando attiva solamente la relazione Genova-Roma.
Dal 25 agosto 2025 la coppia di Frecciabianca 8606/8623, con prolungamento su Torino, è stata sostituita da una coppia di Frecciarossa effettuati con ETR 600 nell'ottica di velocizzare il collegamento rinunciando ad alcune fermate e utilizzando un treno ad assetto variabile, avviando così di fatto la sostituzione dei Frecciabianca anche nell'ultimo bacino di servizio.

## Materiale rotabile utilizzato

### Attuale
- ETR.460

Sui servizi Frecciabianca vengono a volte impiegati anche gli ETR.485, i quali spesso sostituiscono gli ETR.460 quando essi non sono disponibili.

### Storico
- Locomotiva FS E.414 (fino a giugno 2020, passate ai servizi InterCity)
- ETR.470 (da dicembre 2015 a dicembre 2020, trasferiti all'impresa greca Hellenic Train)
- Locomotiva FS E.402B (fino al 12 giugno 2022, passate ai servizi InterCity)
- Locomotiva FS E.464 (fino al 12 giugno 2022, passate ai servizi InterCity)
- Carrozza FS tipo Gran Comfort (fino al 12 giugno 2022, passate ai servizi InterCity)
- Carrozza UIC-Z1 (fino al 12 giugno 2022, passate ai servizi InterCity)

## Livelli di servizio
I Frecciabianca dispongono esclusivamente dei livelli di servizio di prima e seconda classe.

## Tratte
Al 2025, i treni Frecciabianca sono in servizio solo sulla tratta Roma-Genova, con fermate intermedie a Civitavecchia, Orbetello, Grosseto, Campiglia Marittima, Livorno, Pisa, Viareggio, Massa, La Spezia, Chiavari e Rapallo; da Genova, una delle cinque coppie di treni svolte al giorno è prolungata a Milano, con fermata intermedia a Pavia.